# Jacquemart de Hesdin
Jacquemart de Hesdin o de Esdin, Esdun, Oudain, Odin, Hodin (Hesdin, ... – ...; fl. 1384–1413) è stato un miniatore e pittore fiammingo.

## Biografia

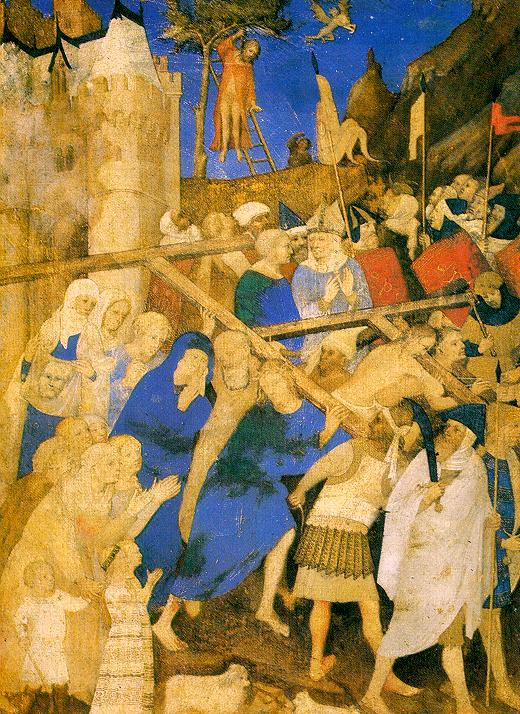
La salita al Calvario. Les Grandes Heures di Jean de Berry (Parigi, BNF, lat. 919).

Fu uno dei diversi artisti fiamminghi che dalla metà del XIV secolo si spostarono in Francia per lavorare al servizio della famiglia reale. La sua carriera si svolse interamente a Bourges, alla corte di colui che fu il suo unico mecenate e committente, Jean de Berry. Il primo pagamento da parte dell'amministrazione del duca è attestato al 1384; a partire da questa data Jacquemart ricevette un salario regolare fino al 1414, ma la relativa documentazione non distingue tra gli incarichi assegnati al pittore e il numero non elevato di opere miniate attribuibili all'artista ha condotto a ritenere che egli abbia lavorato prevalentemente con l'ausilio di altri media. Le poche opere documentate sono state attribuite grazie agli inventari della biblioteca del duca, dai quali risulta la collaborazione di Jacquemart a due "libri d'ore": l'inventario del 1402 attesta la sua partecipazione alle Très Belles Heures du Jean de Berry (Bruxelles, Bibl. Royale, 11060-11061) con la decorazione delle ore della Vergine e della Passione, l'inventario del 1413 documenta un esteso intervento di Jacquemart nelle Grandes Heures de Jean de Berry (Parigi, BNF, lat. 919), codice decorato nel 1409 originariamente con 17 miniature a pagina intera delle quali si conserva solo quella relativa all'Andata al Calvario. Sulla base di questi due lavori è stato possibile individuare la presenza di Jacquemart nella decorazione delle Petites Heures de Jean de Berry (Parigi, BNF, lat. 18014), opera iniziata verso il 1375 - 1380 da Jean Le Noir e terminata da Jacquemart e da altri artisti tra il 1384 e il 1390. Con André Beauneveu Jacquemart collaborò alla decorazione del Psautier de Jean de Berry (Parigi, BNF, fr. 13091); a Beauneveu spettano le figure di apostoli e profeti dipinte a grisaille, a Jacquemart sono state attribuite solo due miniature, caratterizzate da colori intensi e brillanti. La prima, a c. 106r, è ispirata alla miniatura del Folle eseguita nel Breviario di Giovanna d'Evreux da Jean Pucelle (35v); la seconda è un Davide salvato dalle acque dipinto a c. 127r. La restante decorazione del Salterio è stata attribuita a un collaboratore chiamato Pseudo-Jacquemart. Jacquemart collaborò anche, verso il 1385-94, alla Bibbia di Papa Clemente VII (Roma, BAV, Vat. lat. 50-51), donata all'antipapa dal duca di Berry e da sua moglie Jeanne de Boulogne.

## Stile
Il tipico realismo della pittura fiamminga fu affinato da Jacquemart attraverso lo studio di Jean Pucelle e degli italiani, da intendersi come riferimenti dialettici grazie ai quali fu in grado di sviluppare uno stile proprio nella resa del modellato e dello spazio. Dell'opera di Pucelle Jacquemart fu il vero continuatore, in un momento, quello del regno di Carlo V e dei reggenti suoi fratelli, in cui molti fra gli artisti provenienti dal nord della Francia e dalle Fiandre procedevano all'acquisizione di un nuovo senso dello spazio, della forma e del colore. La Salita al Calvario delle Grandes Heures rivela l'influenza dell'arte senese e di Simone Martini in particolare come risulta dalla vicinanza stilistica e compositiva con il pannello di soggetto analogo proveniente dal Polittico Orsini e conservato al Louvre. Il volume e la resa spaziale sono ottenuti in Jacquemart tramite il colore e i contrasti chiaroscurali, ma nelle Petites Heures (Adorazione dei Magi a c. 42v e Giovanni Battista davanti a Erode a c. 211r), si evidenzia una sapiente scansione dei piani attraverso una struttura basata sull'incrocio di linee diagonali.  Elemento caratteristico in Jacquemart è  inoltre l'attenzione all'espressione dei sentimenti, sempre composta e conforme all'equilibrio delle sue opere. L'inserimento del suicidio di Giuda nella scena della Salita al Calvario indica un'apertura verso audaci innovazioni iconografiche.